# Gebedenboek van Maria van Gelre

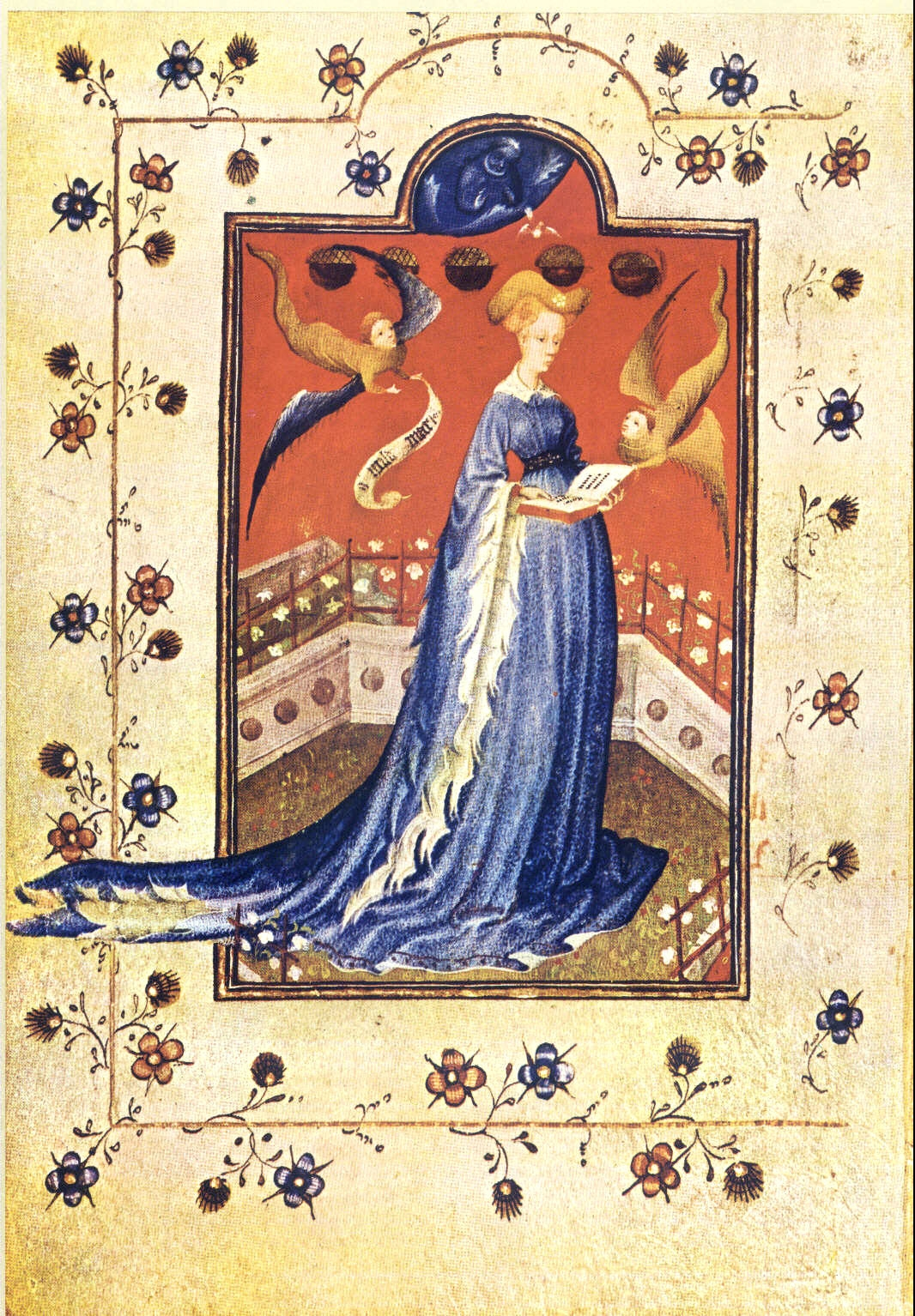
Folio 19v uit het gebedenboek van Maria van Gelre, ca. 1415, perkament, 18,4 x 13,2 cm, Berlin, Staatsbilbiothek zu Berlin. God zendt Maria van Gelre de Heilige Geest, twee engelen vergezellen haar. De staande houding van de opdrachtgeefster (in een hortus conclusus) is heel ongebruikelijk en geeft blijk van haar zelfbewuste houding.

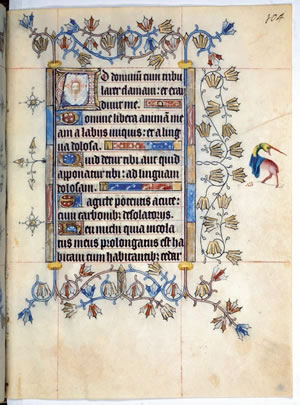
Folio 104 uit het gebedenboek van Maria van Gelre

Het Gebedenboek van Maria van Gelre is een 15e-eeuws boek dat werd gemaakt voor de Gelderse hertogin Maria. De tekst werd geschreven door Helmich die Lewe (of ook de Leev), monnik in het klooster Mariënborn nabij Arnhem. Hij voltooide het schrijfwerk op 23 februari 1415, zoals hijzelf vermeldt in de colofon op folio 410r:
Dit boek is geschreven in opdracht van Maria, hertogin van Gelre en Gulik, gravin van Zutphen en vrouwe van de edele hertog Reinoud.
Maria was waarschijnlijk nauw betrokken bij de samenstelling van het gebedenboek. Haar Franse afkomst is herkenbaar aan de keuze voor de iconografie en Franse heiligen. Ze toont haar Gelderse betrokkenheid door te kiezen voor de lokale volkstaal en door een paginalang gebed te laten opnemen voor haar echtgenoot Reinoud.
Het boek wekte interesse van kunsthistorici vanaf 1850.

## Verblijfplaats
Het gebedenboek telde bij voltooiing ruim 1200 bladzijden en was rijk verlucht. In de loop der eeuwen zijn er veel miniaturen weggesneden uit het boek, zodat er nog 619 folia (18,5 × 13,5 cm) bekend zijn op twee plaatsen: Berlijn en Wenen.
- In de 17e eeuw was een deel in het bezit van de keurvorst van Brandenburg. Dat gedeelte bevindt zich nu in de Staatsbibliothek zu Berlin. Voor conserveringsdoeleinden is het losgemaakt uit zijn band.
- Het andere deel was in het bezit van het Huis Habsburg en bevindt zich nu in de Österreichische Nationalbibliothek (Codex Vindobonensis 1908).

## Inhoud
In de huidige vorm bevat het:
- 6 volbladminiaturen
- 86 halfbladminiaturen
- 171 versierde initialen
- een geïllustreerd calendarium met gebeden voor 188 heiligen, waarin vermeld staat op welke dag ot welke heilige moet gebeden worden.[4]
- 129 figuurtjes in de marges (drôleries)
- een ongewone selectie van teksten

Het is een sleutelwerk in de vroeg vijftiende-eeuwse Nederlandse miniatuurkunst. Het boek staat sinds 2015 centraal in een omvangrijk onderzoeksproject, waarin de Radboud Universiteit Nijmegen en de Staatsbibliothek zu Berlin samenwerken.

## De taal
Het boek is deels in het Latijn en deels in de Nederrijnse volkstaal geschreven.
Bijna alle Latijnse teksten zijn in het Weense boekgedeelte te vinden: de boetepsalmen, de graduale psalmen en de misofficies zijn volledig in het Latijn. Het dodenofficie en de getijden van de Eeuwige Wijsheid zijn afwisselend in het Latijn en in de volkstaal geschreven. Het feit dat er gebruik werd gemaakt van de volkstaal laat de invloed voelen van Geert Grote (en zijn Moderne Devotie) in deze regio en dus ook op de voorkeuren van Maria van Gelre. Het feit dat (de Franstalige) Maria van Gelre de volkstaal verkoos voor haar gebedenboek, kan wijzen op intentie om de taal te leren, maar het kan evengoed een politieke keuze geweest zijn om aan de bevolking te tonen dat ze moeite deed om de lokale taal te leren en te gebruiken.

## Verluchters
Vervolgens werd de bladen met teksten verlucht door een aantal boekverluchters. Wie het waren en waar zij precies werkten is niet bekend, al komen zowel Nijmegen als Utrecht in aanmerking.
Er zouden drie (of meer?) anonieme verluchters (of werkplaatsen van verluchters) aan het werk geweest zijn (die we enkel kennen via hun noodnamen):
- De Meester van het gebedenboek van Maria van Gelre
  - 66 miniaturen in de Sanctorale (de 'vastliggende' feesten in de Rooms-katholieke kalender, bv. Kerstmis, de naamheiligen,...)
  - de grappige figuurtjes
  - Het (veronderstelde) portret van Maria van Gelre (fol. 19v) dat later werd toegevoegd (vermoedelijk in de tweede productiefase ca. 1423-1426). Op een van de spreukbanden die de engelen dragen staat "O milde marie"; het zou ook een annunciatietafereel van de maagd Maria kunnen voorstellen.
- De Passie-Meester van Maria van Gelre:Het verraad van Judas

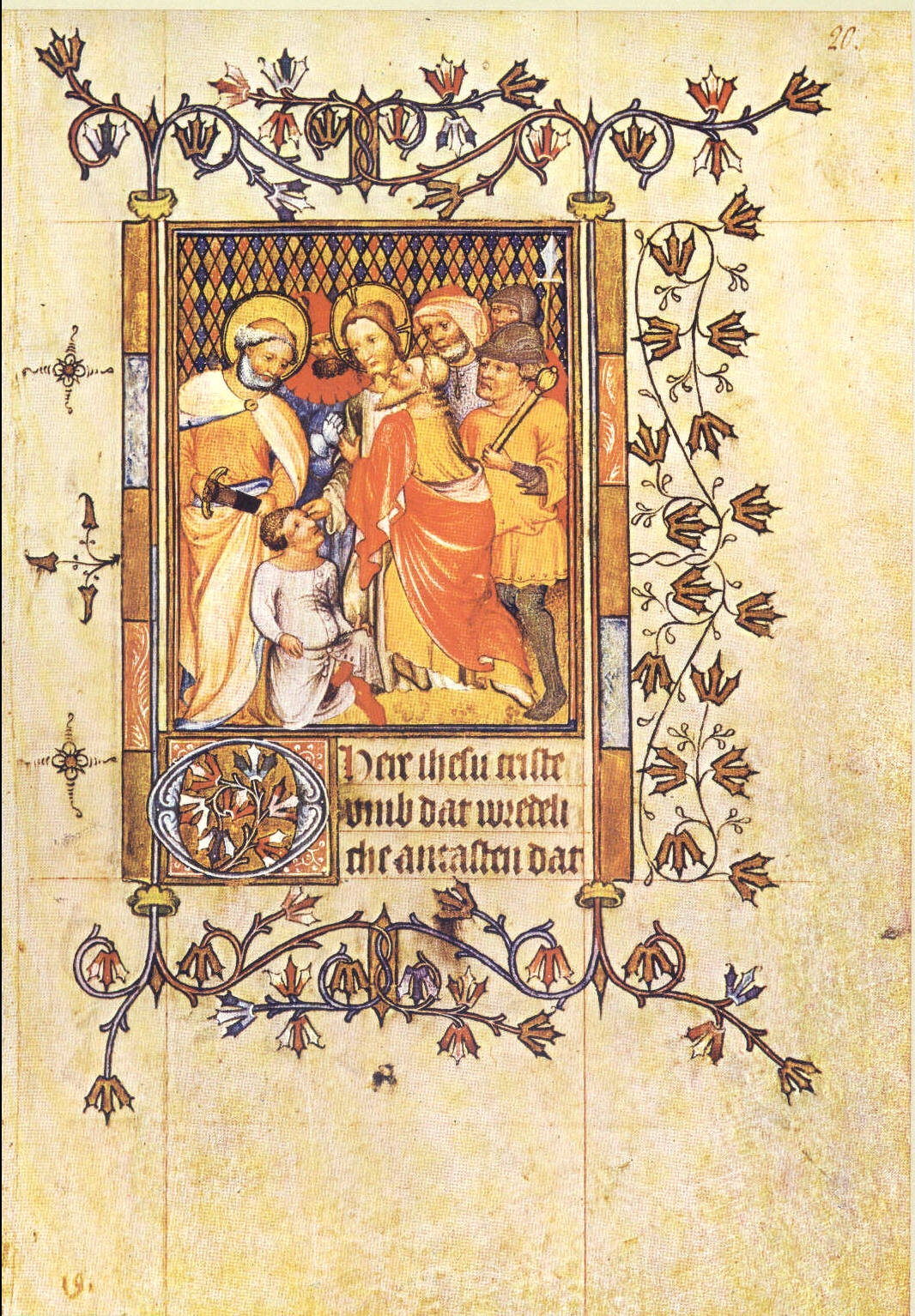
Het verraad van Judas

  - 8 miniaturen die de passiegebeden illustreren (fol. 20-45)
  - 15 miniaturen in de Temporale (de 'verplaatsbare' feesten in de Rooms-katholieke kalender, Pasen, Pinksteren, ....)
- Meester(s) van Otto van Moerdrecht:
  - De toegevoegde volbladminiaturen aan het begin en het einde van het gedeelte dat in Berlijn wordt bewaard.
  - De kleine illustraties in de marge van het calendarium.

Volgens de Radboud Universiteit (Nijmegen) hebben deze kunstenaars ook contact gehad met de Gebroeders Van Lymborch.

## Tentoonstellingen
Van 7 mei 1962 tot 31 juli 1962 waren de beide gedeelten samen te zien op de tentoonstelling "Europäische Kunst um 1400" in het Kunsthistorisches Museum in Wenen.
Van 13 oktober 2018 tot 6 januari 2019 organiseerde het Museum Het Valkhof te Nijmegen een expositie met als titel 'Ik, Maria van Gelre', waarbij ook veel aandacht werd besteed aan haar gebedenboek.